# Роке Санта-Крус
Ро́ке Луї́с Са́нта-Крус Канте́ро (ісп. Roque Luis Santa Cruz Cantero; 16 серпня 1981, Асунсьйон, Парагвай) — парагвайський футболіст, нападник збірної Парагваю та іспанської «Малаги». Учасник чемпіонатів світу 2002, 2006 та 2010 років.

## Титули і досягнення
- Чемпіон Парагваю (11):

«Олімпія»: 1997, 1998, 1999, 2018А, 2018К, 2019А, 2019К, 2020К
«Лібертад»: 2022А, 2023А, 2023К
- Чемпіон Німеччини (5):

«Баварія»: 2000, 2001, 2003, 2005, 2006
- Володар Кубка Німеччини (4):

«Баварія»: 2000, 2003, 2005, 2006
- Володар Кубка німецької ліги (2):

«Баварія»: 2000, 2004
- Переможець Ліги чемпіонів УЄФА (1):

«Баварія»: 2001
- Володар Міжконтинентального кубка (1):

«Баварія»: 2001
- Срібний призер Кубка Америки: 2011
- Володар Кубка Парагваю (2):

«Олімпія»: 2021
«Лібертад»: 2023
- Володар Суперкубка Парагваю (3):

«Олімпія»: 2021
«Лібертад»: 2023, 2024